# 정인갑
정인갑(본래 1989년 1월 19일 음력 1988년 12월 12일 ~ )은 대한민국의 정치인이다.

## 생애
- 인천 서구에서 민주당 소속으로 제2대 인천 서구의회의원을 역임한 정갑훈(전남 영광 출생)의 장남으로 본래 1989년 1월 19일 음력 1988년 12월 12일 인천광역시 서구에서 태어났다.

- 고향인 인천 서구에 소재한 가좌초등학교에 입학하여 1999년 副총학생회장을 역임하고, 2002년 제물포중학교 제21대 총학생회장으로 당선되었다.

- 이후 2004년 당시 신설고등학교였던 인천 가좌고등학교에 1회로 입학하여 총학생회장에 당선되었다.
- 가좌고등학교 총학생회장 시절 민주평화통일자문회의에서 주최한 평화통일 웅변대회에 참가하여 당시 대통령이었던 노무현 대통령으로부터 대통령상을 수상했다.
- 이후 편입후 연세대학교 행정학과를 학사 학위하고 북한대학원대학교에서 통일교육 석사를 수료하였다.

- 육군 학사사관 54기 최연소 장교(만20세)로 임관하여 3년 4개월간 포병병과로 군 생활을 했다.
- 2010년 천안함 사건 당시에는 육군 수도포병여단 사령부에서 작전처 연락장교로 임무를 수행했으며, 연평도 포격이 있었던 2010년 11월에는 견인포 대대 정보과장으로 유서를 쓰고 작전에 뛰어들기도 했다.
- 이후 초급장교 시절의 공로를 인정받아 수도포병여단장(계급:준장)의 전속부관으로 보직이 변경되었다.
- 전역을 6개월여 앞둔 시점에는 자주포 대대로 근무지를 옮겨 정훈장교와 유격대장 임무를 수행하였다.
- 2012년 6월 자유총연맹에서 주최한 자유수호 웅변대회에서 대통령상을 받았다.

## 정치 활동
2014년 김좌진 장군의 손녀이자 배우 송일국의 어머니로 알려진 김을동 국회의원실에서 인턴으로 일하게 된 것을 계기로 정계에 입문, 초기에는 주로 국회의원의 정책비서 업무를 수행했다. 2016년 헌법에 위배되는 범죄 의혹(박근혜-최순실 게이트, 비선실세 의혹, 대기업 뇌물 의혹 등)을 사유로 국민의 지탄을 받던 박근혜 대통령 탄핵에 적극 찬성하며 새누리당내 비박계 의원들과 보좌진들을 설득하는데 앞장섰다. 박근혜 대통령의 탄핵이후에도 끊임없이 계파 갈등을 낳는 당시 새누리당내 정치 현실에 대한 환멸을 느끼고 정계에서 완전히 손을 뗀다.
이후 교육전문포털 Eduinnews칼럼니스트와[한국청년유권자연맹 운영위원 등으로 활동하며 청년활동가의 길을 걷는다. 청년세대의 고충을 기록으로 남기기 위해 본인의 sns에 극한 알바체험기인 <정인갑의 알바몬 어드벤처>||를 연재하는 한편, 고향인 인천 서구에서 발달장애인 아동ㆍ청소년들에게 심리상담 서비스를 지원하기 위해 연세아동청소년발달센터를 개원하였다.
2017년 아버지 故정갑훈의 옛 동지인 김교흥 국회사무총장과 인연을 맺으면서 더불어민주당 입당과 동시에 다시 정계로 복귀했다. 평당원으로 활동하던 중 지역위원회 운영위원회의 의결을 통해 더불어민주당 서구갑 지역위원회 대외협력국장을 맡았다.
2018년 제7회 전국동시지방선거에서 더불어민주당 후보로 험지로 꼽혀왔던 인천광역시 서구·마 선거구(신현원창ㆍ가정1ㆍ2동)에 인천 서구 최연소 구의원 후보(만29세)로 출마하였다. "골리앗과 대결에서 승리하는 다윗이 되겠다"는 포부||를 밝히고 선거에 뛰어들었다. 선거운동기간에 대량문자, 선거로고송, 유세차 없는 3무 선거운동을 펼쳤으며 선거결과 서구지역 최다득표인 47.72%의 득표를 얻어 현역 지역구 의원이자 서구의회 부의장인 김용인 후보와 전 서구의회의장 출신인 이상섭 후보를 꺾고 당선되었다. 서구의회 최연소, 최다득표, 2대에 걸친 최초의 부자(父子)의원 기록을 세웠다.||

## 역대 선거 결과
| 실시년도 | 선거      | 대수 | 직책   | 선거구                | 정당         | 득표수   | 득표율          | 순위 | 당락 | 비고           |
| -------- | --------- | ---- | ------ | --------------------- | ------------ | -------- | --------------- | ---- | ---- | -------------- |
| 2018년   | 지방 선거 | 8대  | 구의원 | 인천 서구 (마 선거구) | 더불어민주당 | 12,669표 | \| \| 47.72% \| | 1위  |      | 초선, 민선 7기 |
|          | 47.72%    |      |        |                       |              |          |                 |      |      |                |